# 内洞站
內洞站（：／ Naedong yŏk */?）是朝鮮民主主義人民共和國平安南道陽德郡的一個鐵路車站，属于平罗线。

## 邻近车站
平罗线
陽德站 - 內洞站 - 石汤温泉站